# Bernardino Cruz Cortez
Bernardino Cruz Cortez (* 3. Juli 1949 in Baclaran, Manila) ist ein katholischer Geistlicher und Prälat der Territorialprälatur Infanta.

## Leben
Der Bischof von San Pablo, Pedro Bantigue y Natividad, weihte ihn am 23. Juni 1974 zum Priester.
Papst Johannes Paul II. ernannte ihn am 31. Mai 2004 zum Titularbischof von Bladia und Weihbischof in Manila. Der Apostolische Nuntius auf den Philippinen, Antonio Franco, spendet ihm am 20. August desselben Jahres die Bischofsweihe; Mitkonsekratoren waren Gaudencio Borbon Rosales, Erzbischof von Manila, und Ramón Cabrera Argüelles, Erzbischof
von Lipa.
Papst Franziskus ernannte ihn am 27. Oktober 2014 zum Prälaten von Infanta. Er wurde am 23. Januar des nächsten Jahres ins Amt eingeführt. Seinem altersbedingten Rücktrittsgesuch wurde von Papst Leo XIV. am 16. Mai 2025 entsprochen.